# Campionat d'Espanya de ciclisme de contrarellotge femení
El Campionat d'Espanya de ciclisme de contrarellotge femení és una competició ciclista que serveix per a determinar la Campiona d'Espanya en la modalitat de contrarellotge individual. La primera edició es disputà el 1994.

## Palmarès
| Any  | Primera                   | Segona                    | Tercera                   |
| 1994 | Izaskun Bengoa            | Núria Florencio           | Ainhoa Artolazábal        |
| 1995 | Dori Ruano                | Núria Florencio           | Izaskun Bengoa            |
| 1996 | Joane Somarriba           | Dori Ruano                | Izaskun Bengoa            |
| 1997 | Izaskun Bengoa            | Joane Somarriba           | Dori Ruano                |
| 1998 | Dori Ruano                | Izaskun Bengoa            | Marta Vilajosana          |
| 1999 | Dori Ruano                | Gema Pascual              | Marta Vilajosana          |
| 2000 | Dori Ruano                | Ruth Martínez             | Ruth Moll                 |
| 2001 | Dori Ruano                | Gema Pascual              | Ruth Martínez             |
| 2002 | Eneritz Iturriaga         | Dori Ruano                | Marta Vilajosana          |
| 2003 | Dori Ruano                | Eneritz Iturriaga         | María Isabel Moreno       |
| 2004 | Dori Ruano                | Eneritz Iturriaga         | María Mercedes Cagigas    |
| 2005 | Eneritz Iturriaga         | Dori Ruano                | María Isabel Moreno       |
| 2006 | Eneritz Iturriaga         | María Isabel Moreno       | Marta Vilajosana          |
| 2007 | María Isabel Moreno       | Marta Vilajosana          | Gema Pascual              |
| 2008 | No disputat               |                           |                           |
| 2009 | Débora Gálvez             | Gema Pascual              | Leire Olaberría           |
| 2010 | Leire Olaberría           | Rosa Bravo                | Débora Gálvez             |
| 2011 | Eneritz Iturriaga         | Anna Sanchis              | Belén López               |
| 2012 | Anna Sanchis              | Mayalen Noriega           | Belén López               |
| 2013 | Anna Sanchis              | Leire Olaberría           | Belén López               |
| 2014 | Leire Olaberría           | Belén López               | Anna Ramírez              |
| 2015 | Anna Sanchis              | Sheyla Gutiérrez          | Leire Olaberría           |
| 2016 | Anna Sanchis              | Gloria Rodríguez          | Margarita Victoria García |
| 2017 | Lourdes Oyarbide          | Margarita Victoria García | Sheyla Gutiérrez          |
| 2018 | Margarita Victoria García | Eider Merino              | Alicia González           |
| 2019 | Sheyla Gutiérrez          | Lourdes Oyarbide          | Gloria Rodríguez          |
| 2020 | Mavi García               | Sara Martín               | Sheyla Gutiérrez          |
| 2021 | Mavi García               | Sara Martín               | Lourdes Oyarbide          |
| 2022 | Mavi García               | Sheyla Gutiérrez          | Sandra Alonso             |
| 2023 | Mireia Benito             | Mavi García               | Sandra Alonso             |
| 2024 | Mireia Benito             | Sandra Alonso             | Mavi García               |
| 2025 | Mireia Benito             | Usoa Ostolaza Zabala      | Ariana Gilabert Vilaplana |